# 説得
説得（英語: persuasion、suasion）とは、社会的影響（social influence、ソーシャル・インフルエンス）の一種であり、合理的かつ象徴・記号的であり時には論理的とは限らない手段を利用して、ある考え、態度、または行動を相手にさせる目的の行為、または別の誰かを差し向ける過程、プロセスである。説得術は議論などを行ううえで相手を納得させるために必要な手法であり、様々なものが存在する。
「説得する」は「persuade」の訳語であり、相手を言い包（くる）めるという意味を含めて「説き伏せる」などという場合がある。

## 手法
説得の手法は「説得（戦）術（persuasion tactics）」や「説得戦略（persuasion strategy）」と呼ばれることもある。

### 影響を与えるための武器
ロバート・チャルディーニは、説得戦略に関する自著にて6つの「影響力の武器（weapons of influence）」を定義している。
- 見返り（英語版）（互恵、相互利益、Reciprocity）、返報性（Reciprocation） - 人は他者の恩義を感じがちである。マーケティングや広告の分野において、試供品という手法がこれ故広く普及している。彼は自身の講演、カンファレンスにて度々次のような例を挙げている。メキシコで1985年に地震があった直後、エチオピアは当時壊滅的な飢饉と内戦に苦しんでいたにもかかわらず、メキシコに対し人道援助の一環として数千ドルの資金を提供した。イタリアによるエチオピア侵攻後の1937年にメキシコがエチオピアを外交的に支援したことに対する返礼であった。北風と太陽はこの概念を例える寓話であり、「良い警官・悪い警官」はこの概念に基づく尋問手法である。
- 誓約と一貫性（Commitment and Consistency） - 自身が正しいと思うことをやると口頭や書面でひとたび確約すれば、元々与えられる予定だった褒美ややる気が後になって無くなったとしても、その誓約を堅持するのは極めてもっともらしいことである（一度決めたことはそう易々とは変えない）。例えば、自動車販売において、買い手が既に購入を決めたが故に土壇場になって突然買い取り価格が急上昇することがある。「誓約の段階的拡大（英語版）（escalation of commitment）」、「認知的不協和（cognitive dissonance）」も参照。
- 社会的証明（Social proof） - 人は他人の行為を自己の行為に反映しようとする。例えば、複数の仕掛け人達が空を見上げるという実験を行った。すると、その傍に立っている人物は隣の人々が見ているものが気になって次第に空を見上げるようになる。ある程度経過すると、この実験は中断することになる。その理由は非常に多くの人々が空を見上げ、彼らが人の流れを止めてしまうからである。模倣自殺（Copycat suicide）もこの例の一つである。詳しくは記事「協調（conformity、社会的証明は協調の一種である）」、「アッシュの同調実験」を参照。
- 権威（性）（Authority） - 人は権威的な人物に対し無自覚に従いがちであり、それはたとえ好ましくない行動をするよう依頼されてもである。チャルディーニは1960年代前半のミルグラム実験、並びに1968年のミライの虐殺（My Lai massacre）のような事例を挙げている。
- 好意（Liking） - 好意を向ける人物から人はあっさりと説得される。チャルディーニは、今で言うところのバイラル・マーケティングに含まれる、タッパーウェアに関するマーケティングの例を挙げている。販売員が好みであるならば、商品を買ってしまうことになるだろう。非常に魅力的な人物に対する好意を芽生えさせるバイアスは多くの議論の俎上にのぼるが、一般的に美しく魅力的な人物は他の手法に比して圧倒的にこの影響手法を用いる。詳しくは記事「身体的魅力類型（英語版）（physical attractiveness stereotype）」を参照。また、この影響手法はデート商法といった悪質な詐欺やカルトの勧誘手法として悪用されることもある。
- 希少性（Scarcity） - 目に見えて分かる希少性は需要（英語版）を引き出す。例えば、「サービスは期間限定奉仕です（offers are available for a limited time only）」という謳い文句は売り上げの向上につながる。

### 関係性に基づく説得
G・リチャード・シェル（G. Richard Shell）とマリオ・ムーサ（Mario Moussa）は共著"The Art of Woo"にて戦略的説得への4段階に及ぶアプローチを説明している。両者は説得が他者を味方に引き入れるためのものであり、他者を打ち負かすものを意味しないと本書にて説明している。従って、とある申し入れに対する他者の反応を予想する目的で、話題を異なる角度から理解する能力を身につけるのは重要なことである。
ステップ1 - 説得者の状況調査
このステップは説得を行う者（persuader）が所属する組織にて直面する、状況や説得の目的、それに係る難題を事前に調査、分析することなどである。
ステップ2 - 5つの障壁との対峙
説得のインフルエンスの成功の大きな妨げとなる5つの障害が存在する。それらは、「関係性（relationships）」、「信用性（credibility）」、「コミュニケーションの不一致」（"communication mismatches"）、「信念の枠組み」（"belief systems"）そして「関心と要請（ニーズ）」（"interest and needs"）である。
ステップ3 - 売り込み（Make your pitch）
相手への説明のステップである。ある決定を正しいとするには確固たる理由付けが必要であるが、しかしそれと同時に直感に基づいて下される意思決定も多い。このステップではまたプレゼンテーション・スキルが要求される。
ステップ4 - 誓約の保証
説得力のある決定を成果として長年維持するには、個人レベルかつ組織レベル双方での政治的な対処が不可欠となる。

#### 精緻化見込みモデル
人を説得する場面には2つある。1つは、相手に関係があれば、相手に考えさせること。もうひとつは、相手にとってあまり関係がない場合、とにかく肯定的で魅力的で専門的な意見をできるだけ多く述べ、否定的な意見を避ければ、相手を説得できるという有名な理論である。

#### 反論からの両面訴え
知的な相手や懐疑的な相手に対しては、ある主張に対する反論をあえて作り上げ、なぜそれが間違っているのかを説明して説得することが非常に効果的である。

### プロパガンダと宣伝戦略
プロパガンダは説得とも密接な関係がある。これは多数の人間の意見や行動に影響を与えることを目的とする一連のメッセージをあたかも協奏曲のように画一的に流布するものである。プロパガンダの最も基本的なものは、全く偏りのない情報を流すのではなく、聴衆に影響を与えることを第一に情報を提供することである。最も効果的なプロパガンダはしばしば全体を通して真実である。しかし、プロパガンダの中にはある特定の統合された意見に収斂させるため事実をある程度取捨選択し提供する場合がある（英語版記事"Lying by omission"、「省略による嘘」を参照）。もしくは、提供された情報に対し理性的に対応するのではなく情動を生み出す目的で偏ったメッセージを流すものもある。対象の聴衆にとって望ましい結果は、主題に関する「認知物語」（"cognitive narrative"）を変化させることである。
「プロパガンダ」という用語が初めて登場したのは、1622年、ローマ教皇グレゴリウス15世が設置した布教聖省（"Sacra Congregatio de Propaganda Fide"）という語である（直訳すれば、「信仰の弘布のための聖なる集い」）。今も昔もプロパガンダというのは与えられた意見に対する真実性を多くの人々に納得させることについてのものであった。信頼性がありかつ記録された証拠が見つかる時代に遡ってまでも、プロパガンダは人間の活動の一つであるといえる。
ビデオなどの映像機器は閲覧する者が映像に込められた「メディア・テキスト」（"media text". 映像広告のコンテクスト）を分析しようとするがためにその者の視聴覚に働きかける。このことからビデオはプロパガンダを的確に利用する物であるといえる。
心理学において「条件付け」（"Conditioning"）または「調教・訓練」（"Training"）とは、個人の学習（individual's learning）に直接影響を与えるある種の行動を実施するプロセスであり、教育（Education）と関係がある（教育心理学）。条件付けは説得の概念において大きな役割を担っている。条件付けは直接命令を与える、指図する事、というものではなく、むしろある種の行為を自発的にさせることであるとしばしば例示される。このことは、例えば広告分野の例では、ブランド・ロゴや製品ロゴに感情的に前向きになるような趣向を加える試みが当てはまる。また人を笑わせるコマーシャルを作るような手法もそのような例に当てはまり、例えば性的な含みを持たせたり、人を高揚させる映像、音楽その他を間に挿入するなどし、最後に製品/ブランド・ロゴを見せ付けて来るような遣り方は印象を強くするものとしてよく議論に上るものである。またこれはプロスポーツ・アスリートの例にもよく見られる。彼らはその職業・役割に直接関係する可能性のある物品に彼ら自身を関連付けることでその対価を得ている。例えば、彼らが身に着けたり利用する運動靴、テニスラケット、ゴルフボールや、その他ソフト・ドリンク、ポップコーンのポッパー（"popcorn poppers", ポップコーンの調理・製造器具）、パンティーストッキング（panty hose）など全く無関係のものまで例としては枚挙に暇が無い。広告主にとって重要なことは、如何にして消費者との接点を確立するかということである。
ある商品を購入しようと検討する場合、多くは感情に基づいてその決定が下されるのは良く知られており、そのため宣伝は品定めに影響を与え得る。例えば地元の店舗で、ある広告のロゴをみた際に、あたかも香りや音で記憶が呼び起こされることがあるように、その広告の目的はただある種の感情を呼び戻すためのものである。何度もメッセージを繰り返し刷り込ませることで、消費者が製品に対し良い印象や感情、体験を既に持っており、このため消費者はますます製品を購入しようとするようになる。このことが広告側の希望していることである。したがって、解決策を提示する恐怖心を煽る宣伝戦略も非常に有効である。

## 方法一覧
理屈への訴え掛け（appeal to reason）によるもの
- 論理学（ロジック）
- 論理（学）的主張、論証（Logical argument）
- 修辞学（レトリック） - 場合によっては日本語でこれを「説得術」と訳す通り、これは説得の学術的起源である[6]。
- 科学的根拠（学術的根拠、Scientific evidence (proof)）
- 科学的方法（Scientific method）

感情への訴えかけ（appeal to emotion）によるもの
- 広告
- 信仰
- プレゼンテーションと想像力（Presentation and Imagination）
- プロパガンダ
- 憐憫（英語版）（Pity）
- 誘惑（英語版）（Seduction）
- 伝統

説得を補助するもの
- ボディーランゲージ
- コミュニケーション・スキル、またはレトリック
- 性格検査（Personality tests）と衝突形式の人物調査表（目録、棚卸し、インヴェントリー）（英語版）（Conflict style inventory） - これらは個人の好ましい相互作用の形式に基づく戦略を考え出すのにつながる。
- 販売テクニック（英語版）（Selling (Sales) technique）

その他のテクニック
- 欺瞞
- 催眠
- 権力
- サブリミナル刺激による広告（Subliminal advertising）、「理性広告」（"Persuasive advertising"）

強圧的手段。ただしいくつかは使用に関して激しい論争の的となっており、効果に関して科学的な証明がなされていない（もしくはその双方）。
- 洗脳
- 脅迫（強迫）
- 強圧的説得（Coercive persuasion）、マインドコントロール
- 拷問

## 説得の神経生物学的考え
態度と説得は社会行動（social behavior）に関する中心的課題の一つである。従来からの関心を引くテーマの一つとして、態度が行動を予兆するのがいつなのか、という古典的な問題が挙げられる（そこでいう「行動」には社会学的なものも生物学的なものも含まれる）。神経生物学（Neurobiology）におけるこれまでの研究により、前頭前皮質の左部のみが選択的に活性化することが、態度がそれと連動する行動の前兆となっている、という見通しを強める可能性があるということが判明した。この説は脳側面部の注意深い処置（lateral attentional manipulation）によって裏付けられている。
初期の論文では、前頭前野の脳波の測定値に関する非対称性（偏り）（EEG measures of anterior prefrontal asymmetry）が説得行動の前兆となり得ることが示された。まず、研究に関する実験を行ううえで、被験者に対して彼らが取る態度に合致する主張と対立する主張をそれぞれ提示した。すると、左前頭前野（left prefrontal areas）の脳活動が比較的活発な人間は（アルファ波成分が増加）、同意できる主張に最大限の注意を払うのに対し、一方、右前頭前野（right prefrontal area）の方がより活発な人間は意見が合わない主張に注意を払う、ということが分かった。これは防衛的な抑止の一例、すなわち不快な情報の回避もしくは忘却である。防衛機制の特性が左前頭前野の相対的活性化に関連しているという研究が示された。加えて、意見の同意と不同意という概念の恐らく共鏡である、心地よい言葉と不快な言葉を作業する人物に各々投げかけられていると思われる場合、心地よいフレーズに対しては同じく左前頭前野が率先して活性化されることがfMRIのスキャン結果から判明している。
従って、相手を説得する効果を上げる一つの方法は、右前頭前皮質の脳活動を選択的に活性化することであると考えられる。これは片耳へのモノラル刺激（monaural stimulation to the contralateral ear）によって容易に達成され得る。この効果の成否は最早単なる刺激の原因というよりも寧ろ注意を選択的に引き付けること次第であるのは明らかである。この人身掌握術は期待される結果をもたらした。事実、左側からメッセージを吹き込むことで説得の効果が増した。
この他、脳活動の差異と、感情や認知行動との関係性を述べた研究並びに論文が存在する。詳しくは英語版記事"activation of prefrontal cortex"を参照。